# Libějovický park
Libějovický park je přírodní rezervace při jižním okraji obce Libějovice v okrese Strakonice. Důvodem ochrany je přestárlý dlouhodobě neudržovaný krajinářský park (40 druhů dřevin, dubohabřiny a lipové doubravy, přirozené olšiny).